# Anamastigona
Anamastigona – rodzaj dwuparców z rzędu Chordeumatida i rodziny Anthroleucosomatidae.

## Morfologia i zasięg
Dwuparce te mają ciało złożone z głowy, 29 segmentów tułowiowych i telsona. Samiec ma dwie pary nóżek kopulacyjnych (gonopodów). Przednie gonopody cechują się obecnością kolpokoksytów i elementu blaszkowatego pośrodku powierzchni doogonowej, natomiast pozbawione są dobrze rozwiniętych synkoksytów. Gonopody tylnej pary odznaczają się mniej lub bardziej błoniastymi kolpokoksytami i dobrze wykształconymi, silnie zchitynizowanymi angiokoksytami.
Rodzaj ten rozprzestrzeniony jest w południowo-zachodniej części krainy palearktycznej, od Madery, Francji i Irlandii Północnej, przez Niemcy, Włochy, Chorwację, Albanię, Bułgarię i Grecję po Cypr, Abchazję i Izrael.

## Taksonomia
Takson ten wprowadzony został w 1898 roku przez Filippa Silvestriego. Gatunkiem typowym wyznaczył on opisanego przez siebie w 1894 roku Craspedosoma pulchellum.
Do rodzaju tego należy 20 opisanych gatunków:
- Anamastigona alba (Strasser, 1960)
- Anamastigona albanensis Mauriès, Golovatch & Stoev, 1997
- Anamastigona aspromontis (Strasser, 1970)
- Anamastigona bilselii (Verhoeff, 1940)
- Anamastigona cypria Vaglinsky et Golovatch, 2016
- Anamastigona delcevi (Strasser, 1973)
- Anamastigona falcata (Gulička, 1967)
- Anamastigona hauseri (Strasser, 1974)
- Anamastigona hispidula (Silvestri, 1895)
- Anamastigona lepenicae (Strasser, 1975)
- Anamastigona matsakisi Mauriès & Karamaouna, 1984
- Anamastigona mauriesi Golovatch & Makarov, 2011
- Anamastigona mediterranea Ćurčić, Makarov & Lymberakis, 2001
- Anamastigona meridionalis Silvestri, 1898
- Anamastigona penicillata (Attems, 1902)
- Anamastigona pentelicona (Verhoeff, 1925)
- Anamastigona pulchella (Silvestri, 1894)
- Anamastigona radmani Makarov et al., 2007
- Anamastigona strasseri Vaglinsky et Golovatch, 2016
- Anamastigona terraesanctae Golovatch & Makarov, 2011